# Johan Lilja
Johan Lilja var skarprättare i  Västerbottens län och en kort period i Gävleborgs län.
Han avrättade två personer för hor den 23 juli 1704 i Bygdeå. I räkningen framkommer att Lilja krävt ersättning för resan från Öjebyn i Piteå till avrättningsplatsen. Den 28 december 1708 avrättade han Olof Jacobsson och Ella Eriksdotter för dubbelt hor i Nederluleå i Norrbotten.
Lilja var bosatt i Piteå och kallades för "skarprättaren Johan Lilja" när sonen Alexander föddes 2 februari 1711 i Piteå landsförsamling.
Den 2 april 1715 avrättade han Anna Matsdotter i Umeå för barnamord.
Lilja var född ca 1653 på okänd ort, och dog 1716-01-15 i Vibyggerå socken, Västernorrlands län.